# ステフェン・シェーファー
ステフェン・シェーファー（Steffen Schäfer、1994年5月1日 - ）は、ドイツ・ケルン出身のサッカー選手。SCフェール所属。ポジションはDF。